# Maison Ikkoku
Maison Ikkoku (めぞん一刻, Mezon Ikkoku) és un manga japonès de la Rumiko Takahashi, autora d'Inuyasha i Ranma 1/2. Es tracta d'una comèdia amb tocs dramàtics que narra la relació entre un jove estudiant d'universitat, en Yusaku Godai, i la seva portera, la Kyoko Otonashi, vídua als 22 anys. Els llogaters de la Maison Ikkoku són d'allò més peculiars, i fan viure situacions ben desesperades a en Godai, en tot moment de la seva dramàtica història.
Maison Ikkoku va ser publicat el 14 d'octubre de 1980 fins al 6 d'abril de 1987 per la revista Big Comic Spirits de l'editorial Shogakukan. A causa de l'èxit que va tenir, es va decidir adaptar la sèrie a la televisió l'any 1986 per Kitty Films, i en va resultar una sèrie d'anime de 96 episodis que adaptava, si bé força fidelment però amb certes llicències, l'obra mestra de Takahashi. Foren estrenats per Fuji TV el 26 de març de 1986 fins al 2 de març de 1988.
A Espanya, la sèrie manga va ser editada a principis dels anys 90 per Planeta DeAgostini en format de serial (40 pàgines), sota el títol de Juliette, je t'aime: Maison Ikkoku, però no va tenir gaire èxit. Posteriorment, fou reeditada íntegrament per l'editorial Glénat en 10 volums. A la televisió, la sèrie d'anime fou parcialment emesa per Antena 3.
A Catalunya, la sèrie d'anime fou traduïda i emesa pel canal K3, mentre que la seva versió en DVD fou llicenciada i distribuïda per Jonu Media en castellà.

## Personatges

### Habitants de la Maison Ikkoku
- Yusaku Godai (habitació núm. 5). És el protagonista de la sèrie. És un jove atabalat que no aconsegueix res a la vida i es proposa conquerir el cor de la Kyoko, la portera de la Maison Ikkoku. Després de molts problemes amb els estudis i la feina, finalment aconsegueix ser mestre de guarderia, a causa del caràcter infantil que té. Tot i això, continua amb una vida de mala sort econòmica (s'endeuta amb la seva àvia per casar-se perquè no té sentit d'estalvi).
- Kyoko Otonashi (viu a l'habitació de la portera que està sense numerar). És la portera de la Maison Ikkoku. La seva relació amb els veïns de la casa és estranya, però finalment acaba depenent d'ells tant com ells d'ella. És una dona jove que recentment se li ha mort el marit i que encara no troba el seu lloc al món. Malgrat tot, cada vegada s'acosta més al Godai. Encara que al principi sembla una dona dolça i tranquil·la, a mesura que avança la sèrie (i sobretot quan interacciona amb el Godai) va demostrant tenir un caràcter temperamental. Té un trauma amb el record de l'anterior marit (Soichiro) al qual no pot oblidar, fins i tot en el casament amb el Godai. Al final acaba casant-se amb el Godai i acaben vivint a la Maison Ikkoku juntament amb la Haruka, la filla d'ambdós que acaba de néixer.
- Hanae Ichinose (habitació núm. 1): la senyora Ichinose seria la típica mestressa de casa si no fos perquè li encanta beure i cantar diàriament amb els seus veïns. Està casada amb l'absent senyor Ichinose i té un fill petit anomenat Kentaro.
- Yotsuya (habitació núm. 4): És el llogater més estrany i misteriós de la Maison Ikkoku. Li encanta molestar al pobre Godai amb el seu humor tan particular, robant-li el menjar, posant-lo en compromisos amb les informacions que coneix gràcies al seu continu espionatge. Cada nit, juntament amb l'Akemi i la senyora Ichinose, s'apoderen de l'habitació del Godai per beure i cantar fins altes hores de la nit. Ningú sap on treballa, ni si ha tingut parella. L'únic cert és que a vegades té una actitud summament de pervertit.
- Akemi Roppongi (habitació núm. 6): És una noia liberal. A ella no li importa passejar mig despullada per la Maison Ikkoku i quasi sempre està bevent. També li encanta molestar al Godai. Treballa en un Snack "Chachamaru" com a cambrera. Al final s'acaba casant amb el seu cap.
- Sr. Ichinose (habitació núm. 1), és el marit de la senyora Ichinose. Apareix només en alguns capítols quan se sap que ha estat acomiadat de la feina i està buscant feina.
- Kentaro Ichinose (habitació núm. 1), apareix bastant al principi de la sèrie, però després és un personatge més secundari. Li agrada la neboda de la Kyoko, la Ikuko.
- Nikaido Nozomu (habitació núm. 2), apareix per ocupar una habitació a la Maison Ikkoku perquè la seva mare (o una amiga de la seva mare, no queda clar) s'equivoca i l'envia allà en comptes d'un edifici més modern. Decideix quedar-se allà i té una sèrie de baralles personals amb el Yotsuya. Al final es converteix en un personatge secundari i la seva principal característica és que no s'assabenta de res.
- Soichiro: és el gos de Kyoko. El nom li va posar la Kyoko en record al seu difunt marit.

### Els personatges dels triangles amorosos
- El Yusaku Godai i la Kyoko Otonashi.
- Soichiro Otonashi, el difunt marit de la Kyoko. Va morir pocs mesos després de casar-se amb la Kyoko i ella el té idealitzat, si més no al principi és un obstacle per a qualsevol pretendent de la jove vídua.
- Shun Mitaka, l'entrenador de tenis de la Kyoko i la Ichinose. Vol comprometre's amb la Kyoko, però té el problema que té una por terrible als gossos, per tant, no pot aguantar al Soichiro, i això fa que sigui un obstacle per arribar a la Kyoko. Al final acaba casant-se amb l'Asuna Akujo, la primera noia que l'acaba entenent de veritat.
- Kozue Nanao, la companya del Godai. No se sap molt bé si realment està enamorada del Godai. Al final la Kozue es pensa que el Godai li ha demanat matrimoni, quan resulta ser el típic malentès de la sèrie. Al final el Godai i la Kozue tallen la relació amistosament.
- Ibuki Yagami, la decidida alumna del Godai. Intenta fer el possible per conquerir al Godai, però es fa enrere quan s'adona que el Godai i la Kyoko estan realment enamorats. Això no obstant, la Yagami no pot oblidar al Godai.
- Asuna Akujo, la rica pretendenta del Mitaka. És una noia molt tímida i reservada que creu falsament que el Mitaka està enamorat d'ella. Al final, per un error molt gran (encara que després el Mitaka s'adona que aquesta noia verdaderament l'entén), contrauen matrimoni. A l'últim episodi s'informa que han tingut bessones (Mei i Moe) i que l'Asuna torna a estar embarassada.

### Familiars
- Pare del Soichiro (difunt marit de la Kyoko). És l'amo de la Maison Ikkoku.
- Ikuko Otonashi. És la neboda política de la Kyoko.
- Yukari Godai. És l'àvia del Godai, intenta ajudar al Godai en la relació amb la Kyoko i sobretot en la disputa per l'amor de la Kyoko amb el Mitaka.
- Pares del Godai. Tenen un restaurant al poble natal del Godai.
- Senyor Chigusa i Senyora Chigusa (Ritsuko, de nom). Són els pares de la Kyoko Chigusa, tot i que després es va canviar el cognom per Otonashi després de casar-se amb el Soichiro. Fan tot el possible perquè la seva filla torni a casa amb ells, fins i tot traient-li totes les seves coses perquè després no pugui tornar a la Maison Ikkoku, tot i això, no serveixen de res les seves accions. Al final accepten la relació entre la Kyoko i el Godai.
- Pares de la Kozue Nanao.
- Pares de la Ibuki Yagami.
- Oncle del Shun Mitaka. Entossudit amb casar el seu nebot amb l'Asuna Kujo.
- Pares del Shun Mitaka. Sempre estan rient i són d'allò més despreocupats.
- Pares de l'Asuna Kujo.
- Haruka Godai, la filla del Godai i la Kyoko. Només apareix al últim episodi.

### Doblatge[calcitació]
Japonès / Català
- Yusaku Godai - Issei Futamata / Hernan Fernández
- Kyoko Otonashi - Sumi Shimamoto / Marta Barbarà
- Yotsuya - Shigeru Chiba / Ramón Hernández
- Akemi Roppongi - Yuko Mita / Berta Cortés
- Hanae Ichinose - Kazuyo Aoki / Marta Padovan
- Kentaro Ichinose - Chika Sakamoto / Teresa Soler
- Shun Mitaka - Akira Kamiya / Xavier Cassan
- Kozue Nanao - Miina Tominaga / Gemma Ibañéz
- Sakamoto - Toshio Furukawa / Amadeu Aguado
- Ibuki Yagami - Yuriko Fuchizaki / Elisabet Bargalló
- Asuna Akujo - Hiromi Tsuru / Mònica Padrós